# Santokhgarh
Santokhgarh là một thị xã và là một nagar panchayat của quận Una thuộc bang Himachal Pradesh, Ấn Độ.

## Địa lý
Santokhgarh có vị trí 31°22′B 76°19′Đ / 31,37°B 76,32°Đ Nó có độ cao trung bình là 322 mét (1056 feet).

## Nhân khẩu
Theo điều tra dân số năm 2001 của Ấn Độ, Santokhgarh có dân số 8304 người. Phái nam chiếm 51% tổng số dân và phái nữ chiếm 49%. Santokhgarh có tỷ lệ 68% biết đọc biết viết, cao hơn tỷ lệ trung bình toàn quốc là 59,5%: tỷ lệ cho phái nam là 74%, và tỷ lệ cho phái nữ là 62%. Tại Santokhgarh, 13% dân số nhỏ hơn 6 tuổi.